# Draft WNBA 2009
2008 2010
La draft WNBA 2009 est la cérémonie annuelle de la draft WNBA lors de laquelle les franchises de la WNBA choisissent les joueuses dont elles pourront négocier les droits d’engagement.
Le choix s'opère dans un ordre déterminé par le classement de la saison précédente, les équipes les plus mal classés obtenant les premiers choix. Sont éligibles les joueuses américaines ou scolarisées aux États-Unis allant avoir 22 ans dans l'année calendaire de la draft, ou diplômées ou ayant entamé des études universitaires quatre ans auparavant. Les joueuses « internationales » (ni nées ni ne résidant aux États-Unis) sont éligibles si elles atteignent 20 ans dans l'année suivant la draft.
La draft  est organisée le 9 avril 2009 au Madison Square Garden de New York. Une loterie est organisée le 9 décembre 2008. Le Dream d'Atlanta obtient le premier choix de la draft 2009. Les Mystics de Washington obtiennent le second choix. Le Sky de Chicago obtient le troisième choix, suivi par le Lynx du Minnesota et le Mercury de Phoenix. Le premier choix de la draft est Angel McCoughtry.
Troisième choix de la draft, Kristi Toliver est la fille de l'arbitre NBA George Toliver. Le frère de Rashanda McCants, Rashad McCants, est un ancien joueur NBA. Les jumelles Ashley Paris et Courtney Paris ont pour frère le joueur de NFL William Paris et sont les nièces de l'ancien joueur NBA Leonard Gray

## Draft de dispersion
Le 1er décembre 2008, la ligue annonce que la disparition des Comets de Houston. Le 8 décembre, une draft de dispersion est organisée pour les autres équipes afin de répartir les joueuses des Comets dans ces équipes.
| Rang | Joueuse         | Nationalité | Nouvelle équipe             |
| ---- | --------------- | ----------- | --------------------------- |
| 1    | Sancho Lyttle   | États-Unis  | Dream d'Atlanta             |
| 2    | Matee Ajavon    | États-Unis  | Mystics de Washington       |
| 3    | Mistie Williams | États-Unis  | Sky de Chicago              |
| 4    | Roneeka Hodges  | États-Unis  | Lynx du Minnesota           |
| 5    | Sequoia Holmes  | États-Unis  | Mercury de Phoenix          |
| 6    | Erica White     | États-Unis  | Fever de l'Indiana          |
| 7    | Ranae Camino    | Australie   | Monarchs de Sacramento      |
| 8    | Exempt          |             | Liberty de New York         |
| 9    | Exempt          |             | Sparks de Los Angeles       |
| 10   | Exempt          |             | Sun du Connecticut          |
| 11   | Exempt          |             | Shock de Détroit            |
| 12   | Exempt          |             | Storm de Seattle            |
| 13   | Exempt          |             | Silver Stars de San Antonio |

Deux anciennes joueuses des Comets, Tamecka Dixon et Shannon Johnson, ne sont pas sélectionnées dans cette draft, et par conséquent, deviennent agents libres.
Cinq anciennes joueuses des Comets, Latasha Byears, Mwadi Mabika, Hamchétou Maïga-Ba, Michelle Snow et Tina Thompson sont agents libres et ne sont, par conséquent, pas éligibles pour la draft.

## Transactions
- Les Mystics de Washington reçoivent le premier choix des Sparks de Los Angeles.
- Les Dream d'Atlanta reçoivent le premier choix des Silver Stars de San Antonio.
- Les Silver Stars de San Antonio reçoivent le premier choix du Dream d'Atlanta.
- Le Sun du Connecticut et le Lynx du Minnesota échangent les droits de leur deuxième choix.
- Les Mystics de Washington reçoivent le deuxième choix des Shock de Détroit.
- Le Dream d'Atlanta reçoit le deuxième choix du Storm de Seattle.
- Le Mercury de Phoenix reçoit le troisième choix du Liberty de New York.
- Le Lynx du Minnesota reçoit le premier et le deuxième choix des Mystics de Washington
- Le Shock de Détroit reçoit le deuxième choix du Dream d'Atlanta.

## Draft

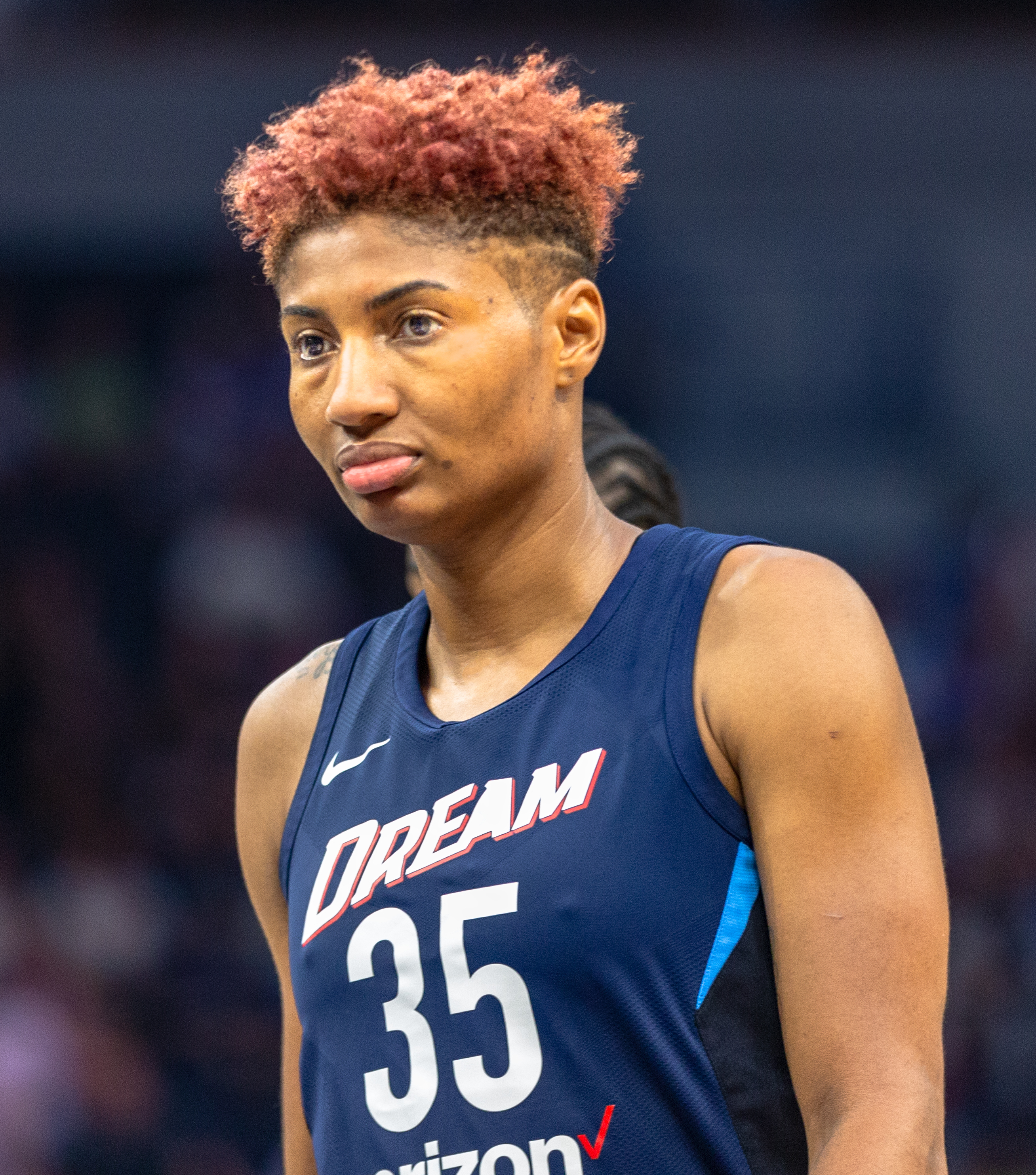
Angel McCoughtry, 1er choix de la Draft 2009

### Légende
|   | Signale une joueuse qui a été intronisé au Basketball Hall of Fame                                                         |
|   | Signale une joueuse qui a été sélectionnée pour au moins un match annuel WNBA All-Star Game et une sélection All-WNBA Team |
|   | Signale une joueuse qui a été sélectionnée pour au moins un match annuel WNBA All-Star Game                                |
|   | Signale une joueuse qui a été sélectionnée pour au moins une sélection All-WNBA Team                                       |
| R | Signale la joueuse qui a remporté le titre de WNBA Rookie of the Year                                                      |

### Premier tour
| Choix | Nom                    | Position      | Nationalité | Équipe                                                   | Provenance            |
| ----- | ---------------------- | ------------- | ----------- | -------------------------------------------------------- | --------------------- |
| 1     | Angel McCoughtry R     | Arrière       | États-Unis  | Dream d'Atlanta                                          | Louisville            |
| 2     | Marissa Coleman        | Arrière       | États-Unis  | Mystics de Washington                                    | Maryland              |
| 3     | Kristi Toliver         | Meneuse       | États-Unis  | Sky de Chicago                                           | Maryland              |
| 4     | Renee Montgomery       | Meneuse       | États-Unis  | Lynx du Minnesota                                        | Connecticut           |
| 5     | DeWanna Bonner         | Arrière       | États-Unis  | Mercury de Phoenix                                       | Auburn                |
| 6     | Briann January         | Meneuse       | États-Unis  | Fever de l'Indiana                                       | Arizona State         |
| 7     | Courtney Paris         | Pivot         | États-Unis  | Monarchs de Sacramento                                   | Oklahoma              |
| 8     | Kia Vaughn             | Pivot         | États-Unis  | Liberty de New York                                      | Rutgers               |
| 9     | Quanitra Hollingsworth | Pivot         | États-Unis  | Lynx du Minnesota (via les Sparks et les Mystics)        | Virginia Commonwealth |
| 10    | Chante Black           | Pivot         | États-Unis  | Sun du Connecticut                                       | Duke                  |
| 11    | Shavonte Zellous       | Arrière       | États-Unis  | Shock de Détroit                                         | Pittsburgh            |
| 12    | Ashley Walker          | Ailière forte | États-Unis  | Storm de Seattle                                         | California            |
| 13    | Lindsay Wisdom-Hylton  | Ailière       | États-Unis  | Sparks de Los Angeles (via les Silver Stars et le Dream) | Purdue                |

### Deuxième tour
| Choix | Nom                | Position      | Nationalité | Équipe                                        | Provenance          |
| ----- | ------------------ | ------------- | ----------- | --------------------------------------------- | ------------------- |
| 14    | Megan Frazee       | Ailière       | États-Unis  | Silver Stars de San Antonio (via le Dream)    | Liberty             |
| 15    | Rashanda McCants   | Ailière       | États-Unis  | Lynx du Minnesota (via les Mystics)           | North Carolina      |
| 16    | Danielle Gant      | Arrière       | États-Unis  | Sky de Chicago                                | Texas A&M           |
| 17    | Lyndra Littles     | Ailière       | États-Unis  | Sun du Connecticut                            | Virginia            |
| 18    | Britany Miller     | Pivot         | États-Unis  | Shock de Détroit (via le Mercury et le Dream) | Florida State       |
| 19    | Christina Wirth    | Ailière       | États-Unis  | Fever de l'Indiana                            | Vanderbilt          |
| 20    | Whitney Boddie     | Meneuse       | États-Unis  | Monarchs de Sacramento                        | Auburn              |
| 21    | Abby Waner         | Arrière       | États-Unis  | Liberty de New York                           | Duke                |
| 22    | Ashley Paris       | Ailière       | États-Unis  | Sparks de Los Angeles                         | Oklahoma            |
| 23    | Camille LeNoir     | Meneuse       | États-Unis  | Mystics de Washington (via le Sun et le Lynx) | Southern California |
| 24    | Jelena Milovanović | Ailière forte | Serbie      | Mystics de Washington (via le Shock)          | MKB Euroleasing     |
| 25    | Shalee Lehning     | Meneuse       | États-Unis  | Dream d'Atlanta (via le Storm)                | Kansas State        |
| 26    | Sonja Petrović     | Ailière       | Serbie      | Silver Stars de San Antonio                   | Serbie              |

### Troisième tour
| Choix | Nom               | Position | Nationalité | Équipe                              | Provenance             |
| ----- | ----------------- | -------- | ----------- | ----------------------------------- | ---------------------- |
| 27    | Jessica Morrow    | Arrière  | États-Unis  | Dream d'Atlanta                     | Baylor                 |
| 28    | Josephine Owino   | Pivot    | Kenya       | Mystics de Washington               | Union                  |
| 29    | Jenifer Risper    | Meneuse  | États-Unis  | Sky de Chicago                      | Vanderbilt             |
| 30    | Emily Fox         | Meneuse  | États-Unis  | Lynx du Minnesota                   | Minnesota              |
| 31    | Sha Brooks        | Meneuse  | États-Unis  | Mercury de Phoenix                  | Florida                |
| 32    | Danielle Campbell | Pivot    | États-Unis  | Fever de l'Indiana                  | Purdue                 |
| 33    | Morgan Warburton  | Meneuse  | États-Unis  | Monarchs de Sacramento              | Utah                   |
| 34    | Jessica Adair     | Pivot    | États-Unis  | Mercury de Phoenix (via le Liberty) | George Washington      |
| 35    | Britney Jordan    | Meneuse  | États-Unis  | Sparks de Los Angeles               | Texas A&M              |
| 36    | Alba Torrens      | Ailière  | Espagne     | Sun du Connecticut                  | Real Club Celta Indepo |
| 37    | Tanae Davis-Cain  | Meneuse  | États-Unis  | Shock de Détroit                    | Florida State          |
| 38    | Mara Freshour     | Meneuse  | États-Unis  | Storm de Seattle                    | Florida State          |
| 39    | Candyce Bingham   | Ailière  | États-Unis  | Silver Stars de San Antonio         | Louisville             |

## Pour approfondir